# Náprstník velkokvětý
Náprstník velkokvětý (Digitalis grandiflora) je vytrvalá a prudce jedovatá rostlina z čeledi jitrocelovité (Plantaginaceae). Dříve byla řazena do čeledi krtičníkovité (Scrophulariaceae), avšak toto zařazení bylo po nástupu molekulárně-biologických metod přehodnoceno.

## Synonyma
- Digitalis orientalis Miller, 1768 – (náprstník východní)
- Digitalis ambigua Murray, 1770 – náprstník hlínožlutý
- Digitalis ochroleuca von Jacquin, 1773 – (náprstník žlutobílý)
- Digitalis flava Georgi, 1802 – (náprstník žlutavý)
- Digitalis milleri G. Don fil., 1838 – (náprstník Millerův)
- Digitalis magniflora Miller, 1768 (nom. inval.) – (náprstník velkokvětý)
- Digitalis media Roth, 1806 (nom. illeg., =D. ambigua) – (náprstník prostřední)
- Digitalis lutea auct. non Linné, 1753 (chybná záměna se skutečným druhem tohoto názvu u některých botaniků) – náprstník žlutý

PoznámkaČeská jména synonym, uvedená v závorce, jsou vytvořena překladem latinského jména pouze jako orientační pro potřeby uživatelů Wikipedie.

## Vzhled
Vytrvalá, 40–120 cm vysoká jedovatá bylina s přímou, obvykle nevětvenou a mírně hranatou lodyhou, nahoře žláznatě pýřitou. Listy jsou střídavé, dolní vejčitě kopinaté až přisedlé, horní kopinaté, přisedlé, na rubu chlupaté.
Kvete v červnu až září. Květy vyrůstají v jednostranném hustém hroznu. Jejich koruny jsou trubkovitě zvonkovité, pětidílné, dvoupyské (dolní pysk je chlupatý), s laločnatým lemem. Vně jsou světle žluté, uvnitř navíc hnědě skvrnité.

## Výskyt
Roste na prosluněných pasekách, kamenitých zarostlých stráních a ve světlých lesích od pahorkatin do hor. Dává přednost vlhkým, kyprým, neutrálním až slabě kyselým kamenitým půdám s vysokým obsahem humusu. S oblibou je pěstován jako okrasná rostlina.

## Rozšíření
Je rozšířena v celé střední Evropě od východní Francie po Ukrajinu, na sever po Baltské moře, na jih po Bulharsko, severní Řecko a severní Itálii. Místy se vyskytuje i v podhůří Kavkazu, jižního Uralu a Altaje.

## Obsahové látky
Náprstníky patří k velmi dobře chemicky prozkoumaným rostlinám. Ve všech částech rostliny (a zejména v listech) jsou přítomny glykosidy, většinou se steroidním aglykonem, ovlivňující srdeční činnost. Následující výčet obsahových látek je pouhým výběrem nejdůležitějších ze zhruba stovky dosud zjištěných.

### Alkoholy
- myricylalkohol

### Karboxylové kyseliny
alifatické kyseliny
- kyselina mravenčí
- kyselina octová
- kyselina citronová

aromatické kyseliny
- kyselina gallová
- kyselina ferulová
- kyselina p-kumarová

### Glykosidy
- digitalin
- digitoxin
- digitonin
- desglukodigitonin
- diginin
- digoxin
- gitoxin
- gitostin
- verodoxin
- pelargonidin-3,5-diglukosid
- neogitostin
- purpureaglykosid A a B
- gitorosid
- gitorin
- gitostin
- digifolein

### Flavonoidy
- hispidulin

### Chinony
- digitopurpon

### Steroidy
Převážně se jedná o steroidní saponiny:
- β-sitosterol
- digitoxigenin
- tigogenin
- tigonin
- gitoxigenin

## Otravy
Žvýkání listu náprstníku způsobuje zánět v ústech, nevolnost a zvracení. V případě vypití čaje z náprstníku či konzumace většího počtu listů dochází k poruchám zraku a srdečního rytmu a ke smrti. Prakticky shodné příznaky i průběh mají otravy dalšími zástupci rodu náprstník, se kterými se můžeme setkat (náprstník červený, náprstník žlutý, náprstník vlnatý), či otravy léky vyráběnými z náprstníků. V případě otravy je nutno okamžitě vyhledat lékaře. Za první pomoc se považuje vyvolání zvracení a podávání živočišného uhlí a případně projímadel. Při poruchách srdečního rytmu se podává digitalis-antitoxin.

## Využití
Náprstník je žádaná léčivá rostlina, jako droga se užívají sušené listy (Folium digitalis) k přípravě nálevů a tinktury. Vzhledem k silné jedovatosti se nedoporučuje používat přípravky z náprstníku amatérsky, bez dohledu lékaře nebo zdravotníka. Uvedená droga je také surovinou ve farmakologickém průmyslu k izolaci chemicky čistých glykosidů pro výrobu léků.
V homeopatii se užívá k léčení srdeční slabosti, při poruchách ledvin, depresi, nespavosti a při migréně.